# Fort Carlton Provincial Park
Fort Carlton Provincial Park är en park i Kanada.   Den ligger i provinsen Saskatchewan, i den centrala delen av landet, 2 400 km väster om huvudstaden Ottawa. Fort Carlton Provincial Park ligger 433 meter över havet.
Terrängen runt Fort Carlton Provincial Park är huvudsakligen platt. Fort Carlton Provincial Park ligger nere i en dal. Trakten runt Fort Carlton Provincial Park är nära nog obefolkad, med mindre än två invånare per kvadratkilometer.. 
Trakten runt Fort Carlton Provincial Park består till största delen av jordbruksmark.